# World Rugby Pacific Nations Cup
World Rugby Pacific Nations Cup è una competizione internazionale di rugby a 15 con cadenza annuale organizzata da World Rugby.
Fu istituita nel 2006 come IRB Pacific 5 Nations, poi subito rinominata IRB Pacific Nations Cup nel 2007, dall'allora organismo International Rugby Board (oggi World Rugby) con l'intento di accrescere la competitività delle nazionali Tier 2 del Pacifico: le isolane Figi, Samoa e Tonga, già contendenti il Pacific Tri-Nations (1982-2005), con l'aggiunta del Giappone, mediante confronto con le nazioni più forti dell'area all'interno di un torneo: segnatamente Australia e Nuova Zelanda.
Oltre alla squadre principali, le federazioni di Australia e Nuova Zelanda inviarono a partecipare le proprie seconde squadre nazionali fino al 2009: Australia A e Junior All Blacks, sostituiti nel 2008 dai NZ Māori.
Dal 2013 al 2015 la competizione venne allargata alle nordamericane Canada e Stati Uniti, mentre nel 2018 fu invitata a partecipare la Georgia.
Per le edizioni 2016 e 2017 il torneo vide la sola partecipazione di Figi, Samoa e Tonga fungendo da torneo di qualificazione per la Coppa del Mondo 2019.

## Formula
La formula del torneo utilizzata è quella del girone unico all'italiana, da un minimo di 3 ad un massimo di 6 selezioni nazionali, con gare di sola andata ed annessa classifica finale col sistema di punteggio utilizzato dall'emisfero sud: 4 punti per la vittoria, 2 per il pareggio e 0 per la sconfitta; 1 punto di bonus offensivo per la marcatura di 4 mete o più ed 1 punto di bonus difensivo per la sconfitta con scarto minore o uguale a 7 punti; in caso di parità di punti in classifica, la considerazione del risultato nello scontro diretto fu preferita alla differenza punti fatti/subiti.
Nell'edizione del 2014 il torneo venne diviso in due conference distinte che decretarono due vincitori della coppa; mentre, nelle edizioni 2018 e 2019 venne utilizzata una formula differente con la ripartizione di 6 squadre in due gruppi, dove ogni nazionale avrebbe incontrato quelle del gruppo opposto in 3 partite totali disputate da ciascuna.

## Albo d’oro
| Edizione | Partecipanti | Vincitore                                                                 |
| -------- | ------------ | ------------------------------------------------------------------------- |
| 2006     | 5            | Junior All Blacks                                                         |
| 2007     | 6            | Junior All Blacks                                                         |
| 2008     | 6            | NZ Māori                                                                  |
| 2009     | 5            | Junior All Blacks                                                         |
| 2010     | 4            | Samoa                                                                     |
| 2011     | 4            | Giappone                                                                  |
| 2012     | 4            | Samoa                                                                     |
| 2013     | 4            | Figi                                                                      |
| 2014     | 6            | Giappone (conference Asia/Pacifico) Samoa (conference Isole del Pacifico) |
| 2015     | 6            | Figi                                                                      |
| 2016     | 3            | Figi                                                                      |
| 2017     | 3            | Figi                                                                      |
| 2018     | 4            | Figi                                                                      |
| 2019     | 6            | Giappone                                                                  |
| 2022     | 4            | Samoa                                                                     |
| 2024     | 6            | Figi                                                                      |
| 2025     | 6            |                                                                           |